# Season of Mist
Season of Mist é uma gravadora e distribuidora musical com subsidiários na França e Estados Unidos. Foi fundada em 1996 por Michael S. Berberian em Marselha, França. A gravadora começou lançando álbuns de black metal, pagan metal e death metal, e depois assinou também com bandas de avant-garde metal, gothic metal e punk.
A Season of Mist tem uma parceria com a EMI Music, a qual distribui os lançamentos da gravadora na América do Norte.

## Lista de bandas[3]
- ...And Oceans
- Abaddon Incarnate
- Ace Frehley
- Aghora
- Anorexia Nervosa
- Arckanum
- Arcturus
- Asrai
- Atheist
- Ava Inferi
- Bestial Mockery
- Blood Duster
- Brutal Truth
- Cadaveria
- Carach Angren
- Carpathian Forest
- The Casualties
- Christian Death
- Cynic
- Deströyer 666
- Endstille
- Eths
- Fair to Midland
- Gorgoroth
- Gorguts
- Green Carnation
- Hirax
- Jungle Rot
- Kylesa
- Leng Tch'e
- Mayhem
- Misery Index
- Morbid Angel
- Nader Sadek
- Necrophagia
- Necrophobic
- Nocturnus
- Nothnegal
- Numenorean
- Pentagram
- Penumbra
- Rotting Christ
- Saint Vitus
- Salem
- Septicflesh
- Severe Torture
- Silent Stream of Godless Elegy
- Solefald
- Terrorizer
- Virus
- Watain